# Karlo, vojvoda Donje Lotaringije
Karlo (francuski: Charles de Basse-Lotharingie; Laon, ljeto 953. – Orléans, 12. lipnja 993.) bio je princ Francuske i vojvoda Donje Lotaringije 977. – 993.
Bio je sin kralja Francuske Luja IV. Prekomorskog i njegove supruge, kraljice Gerberge od Saske te mlađi brat kralja Lotra. 
Njegov je slavni predak bio car Karlo Veliki; princ Karlo je imao brata blizanca, Henrika. Kad su Normani zarobili Karlova oca, tražili su kao zamjenu Karla i Lotra; Gerberga je poslala samo Karla te je kralj Luj IV. bio oslobođen.
Oko 970. godine, Karlo se oženio gospom Adelajdom od Troyesa. Imali su djecu:
- Oton od Donje Lotaringije[4]
- Gerberga
- Ermengarda
- Luj od Donje Lotaringije[5]
- Karlo

Oko 976. god., Karlo je optužio svoju šogoricu, Emu Talijansku, za preljub s jednim biskupom. (Ema i njezin muž, kralj Lotar, bili su roditelji Luja V. Lijenog.) 
Koncil u Fismesu je oslobodio kraljicu i biskupa optužbi te je Karlo pobjegao iz Francuske k caru Otonu II.
Hugo Capet je zarobio Karla i zatočio ga u Orléansu, gdje je Karlo i umro.